# Weißenbronn
Weißenbronn is een plaats in de Duitse gemeente Heilsbronn, deelstaat Beieren, en telt 408 inwoners (2007).